# Doorslag (wijk)
Doorslag is een wijk van Nieuwegein, in de Nederlandse provincie Utrecht. De wijk heeft 5.915 inwoners (2018).
De wijk grenst, met de klok mee aan; de wijk het Stadscentrum, het park Oudegein, het park Hoge Landen, de gemeente IJsselstein en de wijk Batau-Zuid. Ten zuidoosten en ten zuidwesten stroomt de Hollandse IJssel en ten westen ligt de snelweg A2.

## Geschiedenis
De wijk Doorslag is gebouwd in de jaren zeventig en tachtig; de structuur is die van een zogeheten bloemkoolwijk.
De naam Doorslag komt van het stuk van de Hollandse IJssel, wat ten zuidoosten van de wijk loopt. Dit stuk werd de Doorslag genoemd, omdat de Hollandse IJssel werd omgeleid via de gegraven "Doorslag" naar de toenmalige Vaartsche Rijn (nu het Merwedekanaal). Een groot deel van het gebied waarin de wijk is gebouwd heette vroeger Het Gein.

## Voorzieningen

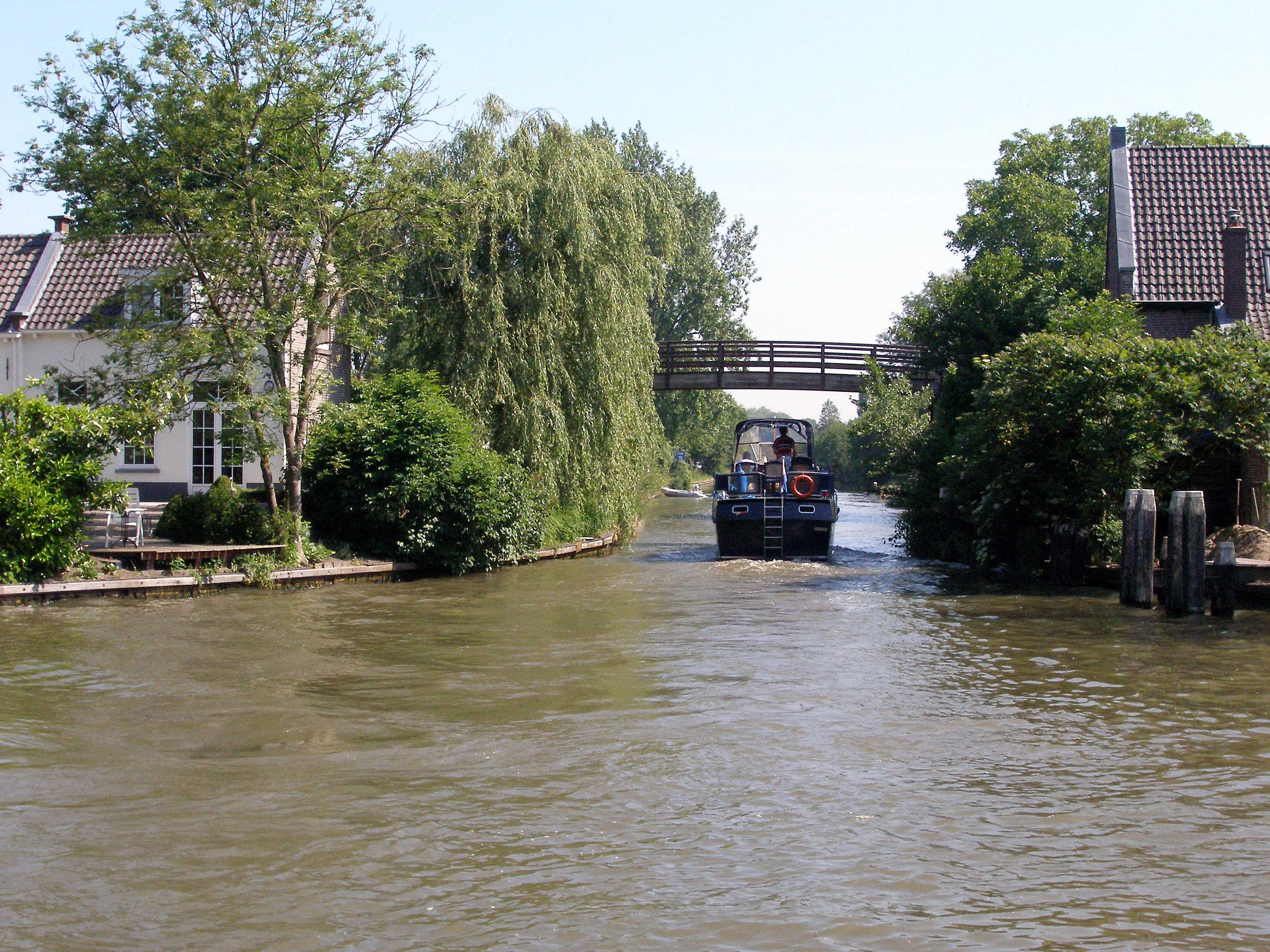
Het begin van de Doorslag bij de Hollandse IJssel

In het noordoosten van de wijk staat een vestiging van het St. Antonius Ziekenhuis. In de wijk is een klein winkelcentrum, genaamd de Kauwenhof. Verder is er het 'Anna Lyceum' voor gymnasium, atheneum en havo, dat deel uitmaakt van onderwijsconglomeraat Anna van Rijn College.

## Poort van Nieuwegein
In het noordwesten van Doorslag ligt (de) Poort van Nieuwegein, bij de afslag Nieuwegein-IJsselstein van de A2. Hier bevinden zich enkele kantoren en een hotel. Langs de snelweg staat het beeld De Poort van Nieuwegein.

## Openbaar vervoer
Bij het St. Antonius Ziekenhuis bevindt zich de sneltramhalte St. Antonius Ziekenhuis. Ook is er een sneltramhalte Doorslag. Beide haltes liggen aan de lijn richting IJsselstein.
Woonwijken: Batau-Noord · Batau-Zuid · Blokhoeve · Doorslag · Fokkesteeg · Galecop · Hoog-Zandveld · Huis de Geer · Jutphaas-Wijkersloot · Lekboulevard · Merwestein · Stadscentrum · Vreeswijk · Zandveld · Zuilenstein

Overige wijken: Het Klooster · Hoge Landen · Laagraven-Liesbosch · Oudegein · Plettenburg · De Wiers

Voormalige gemeenten: Jutphaas · Vreeswijk

Utrecht · Plaatsen in de provincie      Nederland · Provincies · Gemeenten